# Pinocchio 3000
Pinocchio 3000 is een Frans-Spaans-Canadese digitale animatiefilm uit 2004, geregisseerd door Daniel Robichaud.
De film is gebaseerd op het verhaal van Pinokkio en speelt zich in de toekomst af. Gepetto is een uitvinder en bouwt Pinocchio, een kleine robot. Hij beschouwt het robotje als zijn zoon. Samen moeten ze het opnemen tegen Scamboli, de slechte burgemeester van hun woonplaats.
De film kreeg in 2005 de prijs voor beste animatiefilm bij de Goya-filmprijzen.

## Stemverdeling
- Sonja Ball - Pinocchio
- Howard Ryshpan - Geppetto
- Whoopi Goldberg - Cyberina
- Malcolm McDowell - Scamboli
- Helena Evangeliou - Marlene
- Howie Mandel - Spencer
- Gabrielle Elfassy - Cynthia
- Ellen David - House
- Terrence Scammell - Scambocop
- Matt Holland - Cab
- Jack Daniel Wells - Rodo